# Maxonalàndia
Mashonaland és una regió de l'Àfrica habitada pel poble shona. Avui forma part de Zimbàbue i està dividida en tres províncies:
- Mashonaland West
- Mashonaland Central
- Mashonaland East

## Història
Certes concessions d'un rei indígena a un explorador enviat per Cecil Rhodes, van permetre considerar que s'havia establert el protectorat britànic sobre una àmplia regió de l'Àfrica meridional l'11 de febrer de 1888 que va ser anomenada Zambèsia el 30 d'octubre de 1888. Es va crear la Companyia Britànica de l'Àfrica del Sud (BSAC) el 1989, per 25 anys (després es va prorrogar 10 anys més).
El 12 de setembre de 1890 la columna de pioners enviada per la Companyia Britànica de l'Àfrica del Sud va hissar la bandera britànica al turó d'Harare (després Salisbury) i va establir el domini sobre el país shona amb el nom de Maxonalàndia diferenciant-lo de Matabelelàndia que encara que un teòric protectorat per l'anomenada concessió Rudd (feta pel rei Lobengula a l'emissari de Rhodes), estava governat realment pel rei dels matabeles (ndebeles) Lobengula, que no reconeixia el protectorat (aquest fou declarat formalment el 9 de maig de 1891 però no fou reconegut fins al 1893 i efectiu fins al 1896). El 23 de gener de 1894 Matabelelàndia i Maxonalàndia es van unir en una entitat anomenada Zambèsia del Sud. El 3 de maig de 1895 aquesta entitat i una altra que s'havia format, Zambèsia del Nord, es van unir per formar el protectorat de Rhodèsia.
El 1896 va esclatar a mashonaland una revolta contra la companyia dirigida pels sacerdots de la religió mwari; la rebel·lió fou sufocada i alguns dels líders executats; no obstant el sistema administratiu fou reformat per evitar noves revoltes.
El 24 de gener de 1901 les entitats Maxonalàndia i Matabelelàndia (que conformaven Zembèsia del Sud) foren unides en una sola administració de la BSAC anomenada Rhodèsia del Sud. El 1923 el territori va esdevenir una colònia amb autogovern dins la qual Maxonalàndia era una província. El 1970 amb Rhodèsia de fet independent de manera unilateral però nominalment encara colònia, la província fou dividida en Maxonalàndia del Nord i Maxonalàndia del Sud, i més tard, el 1983 es va dividir en les tres províncies que encara existeixen més la capital Salisbury (després Harare) que va rebre estatus provincial. La constitució de 1988 preveu el govern provincial a càrrec d'un governador nomenat pel president.

## Administradors
- 29 de juny de 1890 - 18 se setembre de 1891 Archibald Ross Colquhoun (resident comissionat)
- 18 de setembre de 1891 - 2 de maig de 1896 Leander Starr Jameson
- 8 d'octubre de 1893 - 22 de gener de 1894 Andrew Henry Farrell Duncan (interí per Jameson)
- 2 de maig de 1896 - 24 de juliol de 1897 Albert Henry George Grey, Earl Grey
- 24 de juliol de 1897 - 24 de gener de 1901 Sir William Henry Milton (interí fins al 5 de desembre de 1898)